# Luc Missorten
Luc Missorten (Leuven, 24 juni 1955) is een Belgisch bedrijfsleider en bestuurder.

## Levensloop
Missorten studeerde rechten aan de Katholieke Universiteit Leuven en European Studies aan het Europacollege in Brugge en behaalde een Master of Laws aan de Universiteit van Berkeley in de Verenigde Staten.
Hij werkte achtereenvolgens voor advocatenkantoor Linklaters en Citibank en als financieel directeur bij brouwerij Interbrew en farmagroep UCB. Hij bekleedde daarenboven bestuursmandaten bij voedingsbedrijf Vandemoortele, technologiegroep LMS en Bank Degroof.
Missorten werd in maart 2008 CEO van mediabedrijf Corelio, uitgever van onder meer de kranten De Standaard, Het Nieuwsblad en L'Avenir. Hij volgde in deze functie CEO ad interim Piet Van Roe op. Onder zijn voorzitterschap richtte Corelio in 2013 samen met Concentra het mediabedrijf Mediahuis op, een joint venture rond de papieren en digitale uitgeversactiviteiten van beide mediagroepen. In juni 2014 verliet hij zijn post als CEO van Corelio. Hij bleef er wel bestuurslid
In april 2015 werd hij voorzitter van de raad van bestuur van het Belgische concern Ontex, producent van onder meer babyluiers en maandverbanden. In mei 2020 stapte hij na tegenvallende financiële resultaten op als voorzitter van Ontex. Hans Van Bylen volgde hem op.
Hij zetelt of zetelde ook in de raden van bestuur van investeringsmaatschappij Gimv, schuimrubberproducent Recticel en technologiegroep Barco.